# Cronachette
Cronachette ist eine Sammlung von kleinen Chroniken, die 1985 als Band 100 der von Leonardo Sciascia herausgegebenen Reihe La Memoria bei Sellerio Editore in Palermo erschienen ist. Die Texte sind zu verschiedenen Zeiten entstanden und zum Teil für diese Ausgabe überarbeitet worden. Sie umfassen einen Zeitraum vom Beginn des 17. Jahrhunderts bis in die Gegenwart. Eine deutsche Übersetzung ist bisher nicht veröffentlicht worden.

## Die Titel der einzelnen Cronachettes
- „Don Alonso Giron“ (über den Mord an einem jungen Pagen im April 1631 und über die Verfolgung und Verurteilung der vermeintlichen oder tatsächlichen Täter)

- „Don Mariano Crescimanno“ (über das Schicksal eines angeblichen Ketzers und seines fanatischen Gegenspielers gegen Ende des 18. Jahrhunderts)

- „Il Principe Pietro“ (über einen Kriminalfall, in den „Prinz Pierre“, ein Vetter Napoleons III. verwickelt ist)

- „La povera Rosetta“ (über Rosetta, eine junge Sängerin, die 1913 in Mailand von Polizisten erschlagen wird)

- „Mata Hari a Palermo“ (über die möglichen Hintergründe eines Besuchs von Mata Hari in Palermo" Ende 1913)

- „L'uomo dal passamontagna“ (über den „Mann mit der Skimaske/Hasskappe“, einen ehemaligen Gewerkschaftsfunktionär, der übergelaufen ist und 1977 im Stadion von Santiago de Chile Gefangene selektioniert)

- „L'inesistente Borges“ (über eine Zeitungsmeldung, der zufolge Jorge Luis Borges nie existiert habe, sondern die Erfindung einiger Kollegen sei)

## Die französische Ausgabe
In die 1986 in Paris erschienene französische Ausgabe Petites chroniques wurden drei weitere Texte  aufgenommen.
- „Manzoni e le lynchage de Prina“ („Il capitolo XIII. Manzoni e il linciaggio del Prina“/ „Das 13. Kapitel. Manzoni und der Lynchmord an Prina“): Der zuerst in dieser Ausgabe erschienene Text geht auf die möglichen biografischen Hintergründe eines Kapitels aus Alessandro Manzonis Roman I Promessi Sposi ein.

- „Garibaldi e le père Buttà“ („Garibaldi e il padre Buttà“/ „Garibaldi und Pater Buttà“): Der Text erschien ursprünglich als Vorwort zu Giuseppe Buttàs „Un viaggio da Boccodifalco a Gaeta“ und handelt von der Endphase der Revolutionskriege 1860/61 in Sizilien und von einer Begegnung des bonapartistischen Paters Buttà mit Garibaldi.

- „Pour un portrait de l'écrivain en jeune homme“ („Per un ritratto dello scrittore da giovane“/ „Bildnis des Schriftstellers als junger Mann“): Der Text erschien zuerst 1985 in der erwähnten Reihe La Memoria als selbstständiges Bändchen und geht u. a. ein auf den frühen Briefwechsel Giuseppe Antonio Borgeses mit seinem Onkel.

## Auszeichnungen
1986 wurde das Buch mit dem Premio Bagutta, einem der wichtigsten italienischen Literaturpreise ausgezeichnet.